# Министерство здравоохранения Казахстана
Министерство здравоохранения Республики Казахстан (каз. Қазақстан Республикасы Денсаулық сақтау министрлігі) — центральный исполнительный орган в составе Правительства Республики Казахстан. Осуществляет руководство в области охраны здоровья граждан, медицинской и фармацевтической науки, медицинского и фармацевтического образования, обращения лекарственных средств, медицинских изделий и медицинской техники, контроля за качеством медицинских услуг, санитарно-эпидемиологического благополучия населения, контроля и надзора за соблюдением требований, установленных техническими регламентами и нормативными документами, а также в области безопасности пищевой продукции на стадии ее реализации.
Реорганизовано в Министерство здравоохранения и социального развития Республики Казахстан указом президента РК «О реформе системы государственного управления Республики Казахстан» от 6 августа 2014 года.
Повторно реорганизовано в «Министерство здравоохранения Республики Казахстан» указом Президента РК от 25 января 2017 года.

## Задачи
Основными задачами Министерства являются
- разработка государственной политики в области
  - охраны здоровья населения,
  - медицинской науки,
  - медицинского и фармацевтического образования,
- организация обеспечения в соответствии с законодательством получения гражданами бесплатной медицинской помощи в пределах гарантированного государством объёма,
- организация обеспечения населения и лечебно-профилактических организаций безопасными, эффективными и качественными лекарственными средствами,
- организация и развитие международного сотрудничества в пределах компетенции Министерства[4].

## Ведомства
Министерство имеет ведомства:
- Комитет государственного санитарно-эпидемиологического надзора

Указом Президента Республики Казахстан от 13 ноября 2013 года № 691, Комитет государственного санитарно-эпидемиологического надзора был упразднен с переводом его штатного состава во вновь созданное Агентство Республики Казахстан по защите прав потребителей.
- Комитет медицинского и фармацевтического контроля

## История
Министерство здравоохранения Республики Казахстан было основано на базе Министерства здравоохранения Казахской ССР в апреле 1992 года. Первым министром стал Аксултан Аманбаев. Но вскоре ушел в отставку. Его место занял Василий Девятко. В октябре 1997 года в кабинете министров Нурлана Балгимбаева произошла реорганизация министерств. Объединившись с несколькими другими государственными структурами новое министерство получило название — Министерство образования, культуры и здравоохранения Республики Казахстан. Его министром стал Крымбек Кушербаев. А Василий Девятко стал председателем Комитета здравоохранения Министерства образования, культуры и здравоохранения РК. В 1999 году, после очередной реорганизации, данный центральный исполнительный орган стал называться Министерством здравоохранения, образования и спорта Республики Казахстан. В ноябре 1999 года министерство было реорганизовано в Министерство образования и науки во главе с Крымбеком Кушербаевым. А здравоохранение преобразовалось в отдельную структуру — Агентство Республики Казахстан по делам здравоохранения. В октябре 2001 года было вновь создано Министерство здравоохранения Республики Казахстан. Министром назначен — Жаксылык Доскалиев. Министерство здравоохранения просуществовало до 6 августа 2014 года. Где было объединено с Министерством труда и социальной защиты населения РК в Министерство здравоохранения и социального развития РК. Министром была назначена Тамара Дуйсенова, бывший министр труда и социальной защиты населения. А министр здравоохранения Салидат Каирбекова стала первым вице-министром нового государственного органа. Указом президента РК от 25 января 2017 года разделено Министерство здравоохранения и социального развития Казахстана на два министерства — Министерство здравоохранения Республики Казахстан и Министерство труда и социальной защиты населения Республики Казахстан. Министром вновь созданного министерства назначен Биртанов Елжан Амантаевич.

## Руководители

### Наркомы
Образован 12 октября 1920 г. в соответствии с резолюцией 1 (Учредительного) съезда Советов Казахстана на основании Декрета ВЦИКа и Совнаркома РСФСР от 26 августа 1920 г. В марте 1946 г. преобразован в Министерство здравоохранения КазССР, функционировавшее до декабря 1991 г.
1. Шамов, Михаил Сергеевич (октябрь 1920 — май 1928)
2. Татимов, Мухамед-Галий Койшибаевич (май 1928 — июнь 1930)
3. Абдрахманов, Бисенгали (июнь 1930 — май 1931)
4. Асфендияров, Санжар Джагпарович (май 1931 — июль 1933)
5. Донской, Марк Григорьевич (июль 1933 — [сентябрь] 1933)
6. Кулсартов, Калап (октябрь 1933 — июль 1936)
7. Нурмухамедов, Хасен Нурмухамедович (июль 1936 — октябрь 1937)
8. Каракулов, Ишанбай Каракулович (ноябрь 1937 — июнь 1939)
9. Чесноков, Семен Алексеевич (июнь 1939 — март 1946)

### Министры Казахской ССР
1. Чесноков, Семен Алексеевич (1946—1949)
2. Каракулов, Ишанбай Каракулович (1950—1954)
3. Карынбаев, Сибугатулла Рыскалиевич (1954—1965)
4. Сеньков, Николай Осипович
5. Шарманов, Торегельды Шарманович (1971—1982)
6. Алиев, Мухтар Алиевич (1982—1987)
7. Аманбаев, Аксултан Аманбаевич (июнь 1991 — апрель 1992)

### Министры и Председатели Агентства с 1992
- Аманбаев, Аксултан Аманбаевич (июнь 1991 — апрель 1992) — Министр здравоохранения Республики Казахстан;
- Девятко, Василий Николаевич (апрель 1992 — октябрь 1997) — Министр здравоохранения Республики Казахстан;
- Кушербаев, Крымбек Елеуович (октябрь 1997 — январь 1999) — Министр образования, культуры и здравоохранения Республики Казахстан;
- Кушербаев, Крымбек Елеуович (январь 1999 — октябрь 1999) — Министр здравоохранения, образования и спорта Республики Казахстан;
- Омарова, Мария Нургалиевна (ноябрь 1999 — август 2000) — Председатель Агентства Республики Казахстан по делам здравоохранения;
- Доскалиев, Жаксылык Акмурзаевич (август 2000 — октябрь 2001) — Председатель Агентства Республики Казахстан по делам здравоохранения;
- Доскалиев, Жаксылык Акмурзаевич (октябрь 2001 — 4 апреля 2004) — Министр здравоохранения Республики Казахстан;
- Досаев, Ерболат Аскарбекович (5 апреля 2004 — 20 сентября 2006) — Министр здравоохранения Республики Казахстан;
- Дерновой, Анатолий Григорьевич (20 сентября 2006 — 20 ноября 2008) — Министр здравоохранения Республики Казахстан;
- Доскалиев, Жаксылык Акмурзаевич (20 ноября 2008 — 7 октября 2010) — Министр здравоохранения Республики Казахстан;
- Каирбекова, Салидат Зикеновна (7 октября 2010 — 6 августа 2014) — Министр здравоохранения Республики Казахстан;
- Дуйсенова, Тамара Босымбековна (6 августа 2014 —  25 января 2017) — Министр здравоохранения и социального развития РК[8];
- Биртанов, Елжан Амантаевич (25 января 2017  — 25 июня 2020) — Министр здравоохранения Республики Казахстан[9];
- Цой, Алексей Владимирович (25 июня 2020 — 20 декабря 2021) — Министр здравоохранения Республики Казахстан[10];
- Гиният, Ажар Гиниятовна (11 января 2022 — 6 февраля  2024) — Министр здравоохранения Республики Казахстан
- Альназарова, Акмарал Шарипбаевна (с 6 февраля 2024) — Министр здравоохранения Республики Казахстан

## Структура
На 2024 год
- Департамент финансов
- Департамент внутреннего аудита
- Департамент политики общественного здравоохранения
- Департамент координации ОСМС
- Департамент государственных закупок и активов
- Департамент инвестиционной политики
- Департамент науки и человеческих ресурсов
- Департамент организации медицинской помощи
- Департамент цифровизации здравоохранения
- Департамент лекарственной политики
- Департамент стратегии и международного сотрудничества
- Департамент управления персоналом
- Юридический департамент
- Департамент по связям с общественностью
- Управление защиты государственных секретов
- Управление мобилизационной работы
- Управление информационной безопасности
- Комитет контроля качества и безопасности товаров и услуг Министерства здравоохранения Республики Казахстан

## Вузы и ссузы
1. Некоммерческое акционерное общество «Медицинский университет Астана»;
2. Некоммерческое акционерное общество «Казахский национальный медицинский университет имени С.Д. Асфендиярова»;
3. Некоммерческое акционерное общество «Медицинский университет Караганды»;
4. Некоммерческое акционерное общество «Западно-Казахстанский медицинский университет имени Марата Оспанова»;
5. Некоммерческое акционерное общество «Медицинский университет Семей».

Подготовкой медицинских работников технического и профессионального, послесреднего образования на сегодняшний день занимаются 94 медицинских колледжей, из них 24 государственных и 70 негосударственных.